# Martin 146
Die Martin Model 146 war ein Bombenflugzeug, das im Wettbewerb mit der Douglas B-18 Bolo stand, dieses wurde für die Serienproduktion ausgewählt.

## Geschichte
Obwohl das United States Army Air Corps im Allgemeinen mit der Geschwindigkeit und der Bombenlast der Martin B-10 und B-12 zufrieden war, äußerte es den Wunsch nach einem Bomber mit größerer Reichweite. Zwischen 1934 und 1935 fanden zwei Wettbewerbe statt: einer für einen schnellen Bomber, der 3500 km weit fliegen konnte, und einen zweiten für den experimentellen Prototyp eines Bombers, der Ziele in 8000 km erreichen konnte.
Die Martin 146 wurde für den ersten Wettbewerb gebaut und konkurrierte mit der Boeing B-17 und der Douglas B-18. Für den Wettbewerb wurden von Martin zwei Entwürfe eingereicht, das Model 146 und das Model 146A.
Das Model 146 hatte eine große Ähnlichkeit mit dem früheren Martin Model 139 (B-10, B-12), mit derselben Turm- und Cockpitkonfigurationen und sogar den gleichen zwei Wright R-1820 Cyclone-Motoren – allerdings mit mehr Leistung als die 675 PS starken Cyclones der ursprünglichen YB-10. Der größte Unterschied zwischen diesem Flugzeug und der Martin 139 (B-10) bestand darin, dass der Flugzeugrumpf breiter war, sodass Pilot und Copilot nebeneinander sitzen konnten und es das erste große Flugzeug war, das mit Fowlerklappen ausgestattet wurde.
Nach einem Wettbewerb wurde das Model 146 nicht zur Serienproduktion ausgewählt, aber es veranlasste die Firma Martin zur weiteren Analyse von zeitgenössischer Luftfahrttechnologie, die dann unter anderem zur Martin B-26 führte. Der Prototyp wurde schließlich an den Hersteller zurückgegeben und verschrottet.

## Versionen
- Martin Model 146 – Prototyp mit der Flugzeugkennung X15550, Seriennummer: 662, Vertragsnummer SO 4817[2].
- Martin Model 146A – Parallelentwurf, der nicht gebaut wurde.

## Technische Daten
| Kenngröße             | Martin Model 146                                     |
| --------------------- | ---------------------------------------------------- |
| Besatzung             | vier                                                 |
| Länge                 | 15,85 m                                              |
| Spannweite            | 22,89 m                                              |
| Höhe                  | 7,70 m                                               |
| Flügelfläche          | 67,72 m²                                             |
| Flügelstreckung       | 7,7                                                  |
| Leermasse             | 4960 kg                                              |
| max. Startmasse       | 7756 kg                                              |
| Antrieb               | zwei Wright R-1820-G5 Cyclone mit je 800 PS (600 kW) |
| Höchstgeschwindigkeit | 381 km/h in 4100 m Höhe                              |
| Marschgeschwindigkeit | 204 km/h im Meereshöhe                               |
| Dienstgipfelhöhe      | 8700 m                                               |
| max. Reichweite       | 2550 km                                              |
| Reichweite            | 2000 km mit mitgeführter Bombenlast                  |